# Julija Anatolijivna Manaharova
Julija Anatolijivna Manaharova (ukránul: Юлія Анатоліївна Манагарова, oroszul: Юлия Анатольевна Манагарова, Julija Anatoljevna Managarova; Dnyipropetrovszk, 1988. szeptember 27. –) ukrán születésű világbajnoki bronzérmes orosz válogatott kézilabdázó,jobbszélső, jelenleg a Rosztov-Don csapatkapitánya.

## Pályafutása

### Klubcsapatban
Julija Manaharova 2003-ban kezdte profi kézilabda pályafutását a HK Sparta csapatában. Az ukrán csapattal három alkalommal nyerte meg a bajnokságot. A 2010-2011-es szezon közben légiósnak állt, és a román Oltchim Vâlcea játékosa lett. Az Oltchimmal 2011-ben, 2012-ben és 2013-ban is román bajnok lett, miközben a Bajnokok Ligájában 2012-ben és 2013-ban is a legjobb négy csapat közé jutott csapatával, igaz a Vâlcea mindkét alkalommal a negyedik helyen végzett, így nem sikerült érmet nyerniük. 2013 nyarán az orosz Rosztov-Don igazolta le. 2017-ben EHF-kupát, 2015-ben, 2017-ben és 2018-ban pedig bajnoki címet nyert a csapattal. 

### A válogatottban
Manaharova az ukrán válogatott színeiben 46 találkozón 187 gólt szerzett, és szerepelt a 2014-es női kézilabda-Európa-bajnokságon. 2014-ben úgy döntött, hogy az országot sújtó kritikus politikai helyzet és a kézilabda hasonló állapota miatt a későbbiekben az orosz válogatottban kíván szerepelni, ahol 2017-ben mutatkozott be.

## Sikerei, díjai

### HK Sparta
- Ukrán bajnok 2009-ben, 2010-ben és 2011-ben

### Oltchim Vâlcea
- Román bajnok 2011-ben, 2012-ben és 2013-ban
- Bajnokok Ligája-elődöntős 2012-ben és 2013-ban

### Rosztov-Don
- Orosz bajnok 2015-ben, 2017-ben és 2018-ban, 2019-ben, 2020-ban
- Orosz kupagyőztes 2017-ben, 2018-ban
- EHF-kupa-döntős 2015-ben
- EHF-kupa-győztes 2017-ben
- Bajnokok Ligája-döntős: 2019
- Bajnokok Ligája-elődöntős 2018-ban

### Egyéni elismerések
- A Baia Mare Champions Trophy elnevezésű nemzetközi torna álomcsapatának tagja: 2014[10]
- A Møbelringen-kupa legjobb jobbszélsője: 2017[11]
- A Bajnokok Ligája álomcsapatának tagja: 2018[12][13]